# Schwand (Kleines Wiesental)

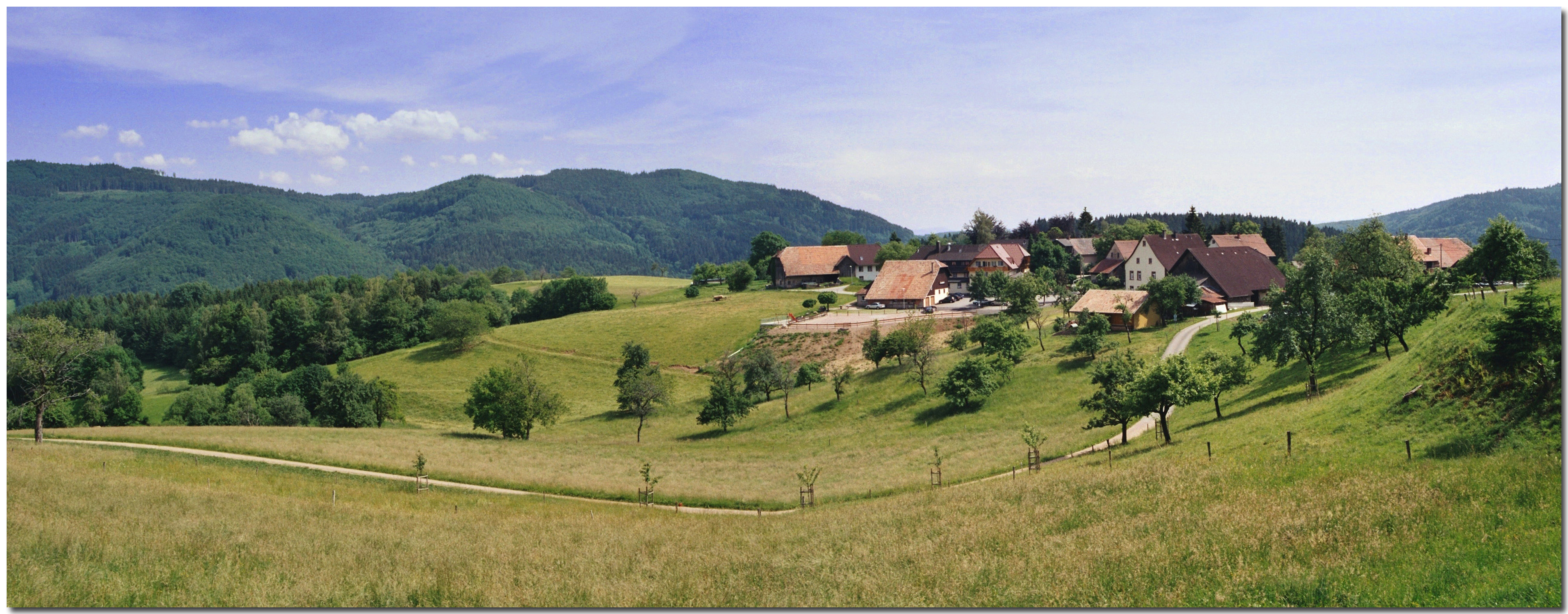
Blick auf Schwand von Norden

Schwand ist ein Wohnplatz in der Gemeinde Kleines Wiesental im Landkreis Lörrach, der dem Ortsteil Tegernau zugerechnet wird. Der abgelegene Weiler liegt auf rund 660 m ü. NHN. Schwand liegt am Südrand eines Hochtalkessels, der mit dem nördlich gelegenen Raich über einen Pass (Raicher Ortsstraße, → Liste der Pässe im Landkreis Lörrach) erreichbar ist.

## Geschichte
Schwand wird 1289 zum ersten Mal als villa Swande im Kirchenspiel Tegernau erwähnt. 1392 ist es im Besitz des Klosters St. Blasien. Der Ort gehörte stets zur Vogtei beziehungsweise der Gemeinde Tegernau und hatte eine eigene Gemarkung. Die ehemalige Gemarkungsfläche betrug gut 268 Hektar. Mitte des 19. Jahrhunderts hatte Schwand 118 Einwohner. Im historischen Bericht aus dieser Zeit wurde Schwand als besonders wohlhabend mit stattlichen Bauernhäusern beschrieben.